# 18430 Balzac
18430 Balzac è un asteroide della fascia principale. Scoperto nel 1994, presenta un'orbita caratterizzata da un semiasse maggiore pari a 2,3904818 UA e da un'eccentricità di 0,1016013, inclinata di 6,61180° rispetto all'eclittica.